# 吉澳大街

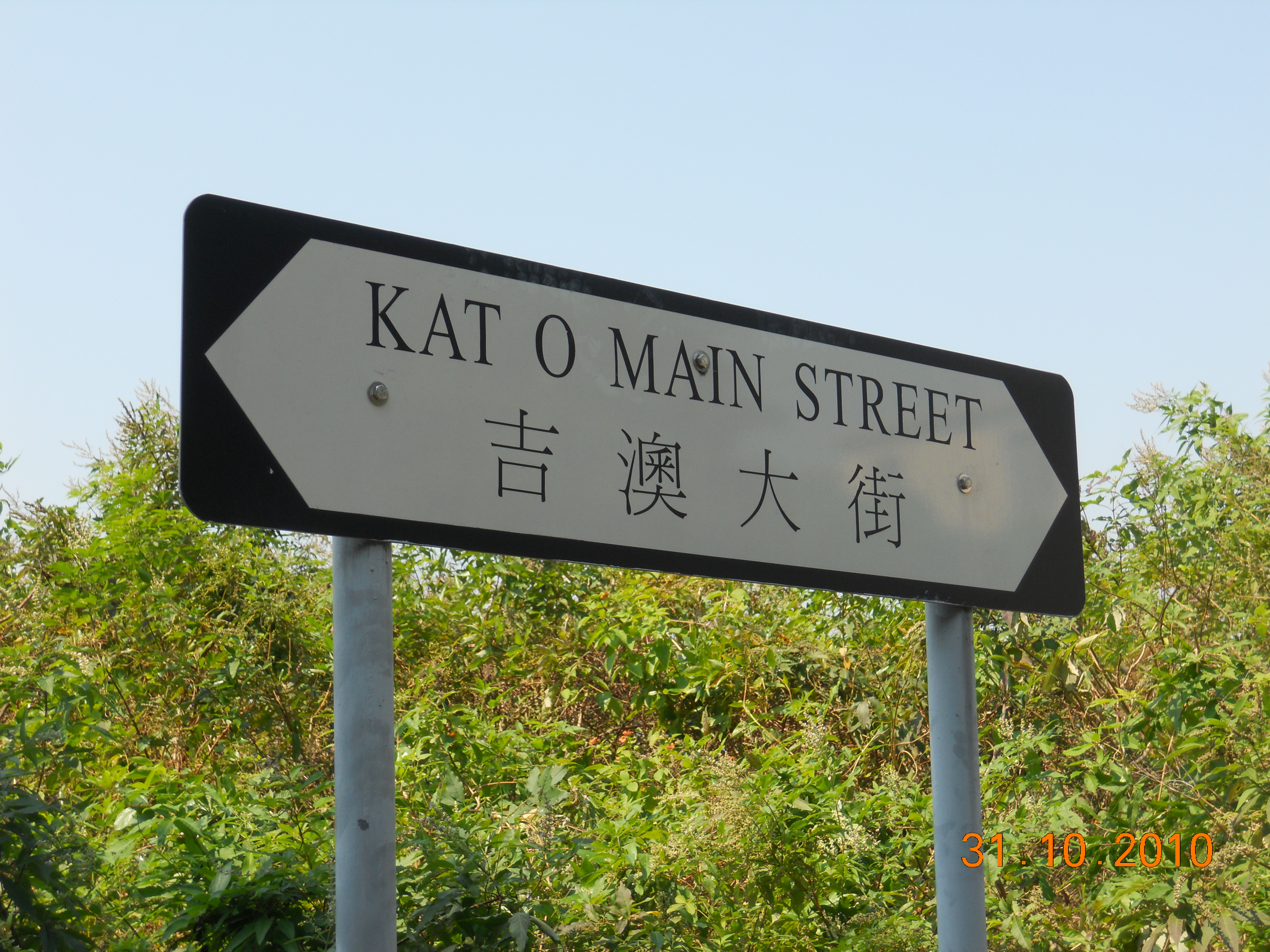
吉澳大街

吉澳大街（英語：Kat O Main Street）是位於香港新界北區吉澳島上的一條街道，此街道呈西北-東南走向，長675米。由東澳漁民村前的一個休憩處沿吉澳灣，經過吉澳碼頭及中間澳，最後到達吉澳上圍，在街道的東端設有支路「吉圍徑」，居民可沿此路前往凹背塘。
此街道早在18世紀末期已經存在，街上有茶樓和幾間雜貨店，亦有各類售賣海味乾貨的小攤子。而在吉澳碼頭附近，亦有漁民設置漁排飼養鹹水魚以供出售。而在鄰近吉澳上圍的一端，則設有天后宮及警崗。其中警崗及門前的一對古砲，估計是19世紀所生產，至今已有大約200年歷史。而天后宮則於1763年(乾隆二十八年)建成，在假期亦有不少善信參拜。

## 命名爭議
2003年春夏之交，香港受非典型肺炎所影響，不少市民在假期均到郊區旅遊，而吉澳則成為其中一個旅遊景點。可是，「吉澳大街」其實只是一個約定俗成的名稱，在香港政府的憲報中並沒有紀錄。
為此，地政總署新界北區測量處在2003年7月，欲將此街道命名為「吉澳路」，並準備刊登憲報。可是，北區區議會在2003年7月12日舉行交通及運輸委員會會議時，不少區議員均反對政府把此街道命名為「吉澳路」。其中，沙頭角鄉事委員會主席劉天生指出此街道是吉澳島上唯一一條街道。而當地居民一直稱該街道為吉澳大街，倘若政府強行命名為「吉澳路」，便會影響島上的郵件派遞及居民的選民資格。而另一名區議員鄧根年認為當局為道路命名時並無尊重當地人士的意見，他並指出該道路只是一條行人路而非車路，政府應保留吉澳大街的名稱。而陳發康則認為有關街道並不須急於命名，當局應先諮詢鄉事委員會及當地居民的意見。而時任北區測量處首席測量主任張浩全則回應指該處命名前曾向北區民政事務處及各有關政府部門作諮詢，但收到區議會的意見後，會重新考慮其命名。
最後，政府在2004年1月16日刊登憲報時，順應了居民及區議員的意見，以「吉澳大街」來命名。

## 資料來源
- 北區區議會交通及運輸委員會會議紀錄(2003年7月7日)
- 香港政府憲報 （页面存档备份，存于）(2004年1月16日)
- 《吉澳大街？吉澳路？ 吉澳街道定名惹爭議》(明報-新界東專線，2003年7月12日)